# Drogomir (herb szlachecki)

Herb Drogomir - Złota Goleń

Drogomir, inaczej: Borzym, Borzyma, Drogomier, Złota Goleń, Złote Golenie – herb szlachecki.
Według legendy herbowej, herb należy do grupy herbów nadawanych przez księcia Bolesława III Krzywoustego (1102–1138) podczas wojen polsko-niemieckich i powstał po bitwie na Psim Polu w 1109 r. Istnieje też wersja, że herb ten powstał za czasów króla Władysława Łokietka (1306–1333) po bitwie pod Płowcami w 1331 r. Jest ona mniej prawdopodobna, jako że pierwszy znany wizerunek herbu pochodzi z 1297 r. – jest to pieczęć pana Raszka – wójta strzelińskiego. Wizerunek tego herbu jest również ukazany na XIV-wiecznym zworniku w kaplicy Opactwa Cystersów w Lądzie nad Wartą oraz na XV-wiecznym relikwiarzu w kościele w Golubiu.  Pierwsza pisemna wzmianka o herbie Borzyma pochodzi z 1400 r.
Istnieje pięć odmian tego herbu:
- Drogomir
- Drogomir odmiana – Niesten
- Kikuł
- Von Nichten
- Złota Goleń

## Opis herbu

### Drogomir
W czerwonym polu trzy nogi srebrne, zbrojne ostrogami, zgięte w kolanach, połączone w środku. W klejnocie nad hełmem trzy pióra strusie.
Rodziny pieczętujące się Drogomirem to: Czapliński, Dowbor, Dragomir, Drogomir, Drogomirecki, Drogomirski, Drohomirecki, Farenholc, Farenholtz, Gorsicki, Jabłoński, Kobylski, Kuligowski, Kulik, Kulikowski, Kułakowski, Latosławski, Lutosławski, Petrykowski, Pietrykowski, Potrykowski, Radykiewicz, Radykowicz, Rakowski, Ramocki, Ramotowski, Raube, Raubo, Rdułtowski, Romatowski, Romętowski, Romotowski, Rouba, Roubo, Sadowski, Stetkiewicz, Szaciłło, Szaciło, Usakowski, Uszak, Wekier.

### Drogomir odmiana – Niesten
W czerwonym polu trzy nogi srebrne, zbrojne ostrogami, zgięte w kolanach, połączone w środku. W klejnocie noga srebrna zgięta w kolanie zbrojna ostrogą.
Rodziny pieczętujące się Drogomirem odmiana to: Niesten, Nieten.

### Kikuł
W czerwonym polu trzy nogi srebrne, zbrojne ostrogami, zgięte w kolanach, połączone w środku rozetą. W klejnocie nad hełmem trzy pióra strusie. Pióro środkowe barwione na czerwono.
Rodziny pieczętujące się Kikułem to: Gardyński, Kikoł, Kikul, Kikuł, Kikut, Kulik.

### Von Nichten
W żółtym polu trzy nogi srebrne, zbrojne ostrogami, zgięte w kolanach, połączone w środku rozetą. Klejnot nie jest znany. Rodzina pieczętująca się tą odmianą to: Nichten.

### Złota Goleń
W czerwonym polu trzy nogi złote, zbrojne ostrogami, zgięte w kolanach, połączone w środku. W klejnocie nad hełmem trzy pióra strusie. Rodziny pieczętujące się Złotą Golenią to: Bagieński, Chotnawski, Chrzanowski, Falbowski, Jurski, Kitnowski, Kwiatkowski, Romatowski, Rzwieński, Zaścieński. Być może ta odmiana jest pierwotną wersją herbu Drogomir, gdyż z zapisek w Księdze Brzeskiej z 1400 roku wynika, iż herb o zawołaniu Borzyma miał trzy golenie złote.

## Legenda herbowa herbu Drogomir
Za panowanie księcia Bolesława III Krzywoustego Henryk V król niemiecki zaatakował ziemie polskie przychodząc z pomocą bratu Bolesława III Zbigniewowi. Decydująca o losach wojny bitwa rozegrała się w 1109 roku na Psim Polu w okolicach Wrocławia. W bitwie na Psim Polu wziął udział rycerz Drogomir (Drogomier) wraz z trzema swoimi synami, z których każdy stracił w czasie tej bitwy nogę. Nagradzając rozpacz ojca, męstwo i poniesione rany książę Bolesław III Krzywousty nadał rodzinie herb z nazwą pochodzącą od jego imienia oraz opatrzył wszystkich nadaniami ziemskimi.
Istnieją różne wersje tej legendy. Jest legenda mówiąca o pięciu synach, z których trzech zostało rannych, jest inna, w której mówi się o ośmiu synach, z których pięciu zostało zabitych, a pozostali stracili każdy po jednej nodze.
Niesiecki w Herbarzu Polskim podaje, iż podobnego do Drogomira herbu używali królowie na Wyspie Man oraz francuski ród Rubenstein, co może sugerować, iż herb Drogomir ma pochodzenie zagraniczne.
Herb Drogomir został odnotowany również w heraldyce francuskiej w opracowaniu J.B. Rietspat'a.
Oto tekst „Drogomir”: De gueules, a trois jambes, armées au naturel, éperonnées d’or, posées en pairle, les cuisses jointes sur le coeur de l'écu. Casque couronné.
Być może, że jest to zasługa Józefa Konstantego Ramotowskiego „Wawra”, który po upadku powstania listopadowego osiedlił się we Francji i na stałe związał z tym krajem.

## Materiały źródłowe
- „Herby Szlachty Polskiej” – Sławomir Górzyński, Jerzy Kochanowski i Adam Jońca
- „Herbarz” Bartosza Paprockiego
- „Genealogia dynastyczna” Ryszard Jurzak
- „Herbarz rycerstwa polskiego w XVI wieku” Józef Szymański
- „Herby Rycerstwa Polskiego” Tomasz Kwapiński
- „Armoriaux” J.B. Rietspat
- Kopia dokumentu Piotra i Mariusza Ramotowskich
- Relacja Franciszki Ramotowskiej
- Isle of Man Government – Island Facts